# Erzbistum Guwahati
Das Erzbistum Guwahati (lateinisch Archidioecesis Guvahatina, englisch Archdiocese of Guwahati) ist eine Erzdiözese der römisch-katholischen Kirche in Indien mit Sitz in Guwahati.
Das Erzbistum Guwahati umfasst den Distrikte Nagaon, Morigaon, Kamrup Metropolitan, Kamrup, Nalbai und Goalpara im Bundesstaat Assam.

## Geschichte
Papst Johannes Paul II. gründete das Bistum Guwahati mit der Apostolischen Konstitution Opitulante quidem am 30. März 1992 aus Gebietsabtretungen der Bistümer Tezpur, Tura und des Erzbistums Shillong, dem es auch als Suffragandiözese unterstellt wurde.
Mit der Apostolischen Konstitution Indorum ecclesiales  wurde es am 10. Juli 1995 zum Metropolitanbistum erhoben.
Am 10. Mai 2000 verlor einen Teil seines Territoriums für die Errichtung des Bistums Bongaigaon.

## Ordinarien

### Bischof
- Thomas Menamparampil SDB, 1992–1995

### Erzbischöfe
- Thomas Menamparampil SDB, 1995–2012
- John Moolachira, seit 2012